# 維吾爾民族主義
維吾爾民族主義（英語：Uyghur nationalism），是維吾爾族的民族主義思想。作為中華人民共和國少數民族，維吾爾族民族主義者強調維吾爾族文化及歷史的完整性與特殊性，希望在中華人民共和國體制下爭取更多獨立性，被視為是一種地方民族主義。
維吾爾民族主義盛行於中國新疆维吾尔自治区，在中華人民共和國，維吾爾民族是55個少數民族之一。主張脫離中華人民共和國，完成民族獨立運動的东突厥斯坦独立运动，也是維吾爾民族主義的一支。

## 概論
作為突厥語民族的一支，活躍在歐亞大陸的中亞地帶，維吾爾族有長久的民族歷史。維吾爾族主要信奉伊斯蘭教的遜尼派。在近代，受到泛突厥主义與泛伊斯蘭主義等影響，興起民族主義。